# Kurt Gloor
Kurt Gloor (ur. 8 listopada 1942 w Zurychu, zm. 20 września 1997 tamże) – szwajcarski reżyser, scenarzysta i producent filmowy. Na przestrzeni lat 1967–1992 wyreżyserował ponad 10 filmów.
Jego film Nagła samotność Konrada Steinera z 1976 roku rywalizował na 26. Międzynarodowym Festiwalu Filmowym w Berlinie. Pięć lat później jego film Wynalazca z 1981 roku rywalizował na 31. Międzynarodowym Festiwalu Filmowym w Berlinie, a Mann ohne Gedächtnis z 1984 roku na 34. Międzynarodowym Festiwalu Filmowym w Berlinie.
Popełnił samobójstwo wkrótce po ukończeniu swojej ostatniej produkcji.

## Wybrana filmografia
- Ffft (1967)
- Die Landschaftsgärtner (1969)
- Die grünen Kinder - Filmisch-empirisches Soziogramm (1972)
- Die besten Jahre (1974)
- Nagła samotność Konrada Steinera (Die plötzliche Einsamkeit des Konrad Steiner, 1976)
- Em Lehme si Letscht (1977)
- Der Chinese (1980)
- Wynalazca (Der Erfinder, 1981)
- Mann ohne Gedächtnis (1984)
- Wilhelm Tell (1992)